# Тоне, Юрис
Юрис Тоне (латыш. Juris Tone, 26 мая 1961, Рига, Латвия) — советский и латвийский бобслеист, разгоняющий, выступавший за сборные Советского Союза и Латвии в конце 1980-х — начале 1990-х годов. Участник трёх зимних Олимпийских игр, бронзовый призёр Калгари, двукратный чемпион СССР по бобслею, серебряный призёр чемпионата Европы.

## Биография
Юрис Тоне родился 26 мая 1961 года в Риге. С детства увлёкся спортом, занимался лёгкой атлетикой, в частности, на чемпионате Латвийской ССР 1983 года одержал победу в забеге на 100 м, эстафете 4×100 м и прыжках в длину. Поставленный на этих соревнованиях рекорд по прыжкам в длину, 8,07 м, до сих пор не удалось побить ни одному латвийскому спортсмену. 
В 1987 году по приглашению энтузиаста бобслея в СССР Роланда Упатниекса решил попробовать себя в этом виде спорта, сразу стал показывать неплохие результаты, попал в качестве разгоняющего в национальную команду СССР.
Основные успехи в карьере Тоне связаны с партнёром-пилотом Янисом Кипурсом, вместе они приняли участие в нескольких европейских и мировых первенствах, а в 1988 году в одной команде с разгоняющими Гунтисом Осисом и Владимиром Козловым поехали защищать честь страны на Олимпийские игры в Калгари, где завоевали бронзовые медали в программе четырёхместных экипажей. Серия удачных выступлений Тоне продолжилась в 1990 году, когда вместе с советской сборной, разгоняя боб пилота Зинтиса Экманиса, он взял серебряную медаль европейского первенства.
После распада Советского Союза продолжил соревноваться в составе сборной Латвии, однако с ней уже не смог добиться сколько-нибудь значимых результатов. Принимал участие в Играх 1992 года в Альбервиле, но финишировал со своим четырёхместным экипажем лишь четырнадцатым. В 1994 году ездил на Олимпийские игры в Лиллехаммер, в зачёте четвёрок его команда не смогла подняться выше девятнадцатого места. Череда провалов привела Юриса Тоне к решению о завершении карьеры профессионального спортсмена.